# Fiacha mac Delbáeth
Fiacha, Fiachu, Fiachra ou Fiachna mac Delbáeth, fils de Delbáeth, des Tuatha Dé Danann, est dans la mythologie irlandaise un Ard ri Erenn.

## Mythologie
Selon le Lebor Gabála Érenn, Fiacha prend le pouvoir après que son père ait été détrôné par Caicher fils de Nama, frère de Nechtan. Les Annales des quatre maîtres et Geoffrey Keating indiquent qu'il détrône lui-même son père. sa mère est Ernmas. Il a trois filles, Banba, Fódla, et Ériu, selon certaines versions avec sa propre mère.
Il règne 10 ans, avant d'être tué avec son neveu Aoi Mac Ollamain lors d'un combat contre Éogan d'Imber.

## Source
- (en) Cet article est partiellement ou en totalité issu de l’article de Wikipédia en anglais intitulé « Fiacha mac Delbaíth » (voir la liste des auteurs), édition du 10 avril 2012.